# シンガポール・テレコム
シンガポールテレコム (Singapore Telecommunications Limited; Singtel) は、シンガポールを本拠とする、100年以上の歴史を持つアジア最大級の通信会社である。顧客数は約5億人である。通常は略称のSingtel(シングテル)の名称を用いる。日本法人は1995年設立、東京都品川区にあるシンガポールテレコム・ジャパン株式会社（英: Singapore Telecom Japan Co.,Ltd）。

## 歴史
- 1879年、電気通信会社として設立
- 1992年、民営化
- 2000年、オーストラリア第2の電話会社オプタスを完全所有
- 2003年、SingPost（郵便部門）を売却
- 2015年、ロゴを変更[5]
- 2015年、トラストウェーブ社を買収

## 主な製品
- 国際IP - VPNサービス
- 中国IP - VPNサービス
- グローバルSD - WAN
- グローバルNFVサービス
- クラウド(接続)サービス
- セキュアインターネットサービス
- 陸上・海上向けVSAT衛星通信サービス
- グローバルM2M ソリューション
- クラウド、データセンター

## スポンサー
2007年11月16日、シンガポールで開催される2008年のF1世界選手権シンガポールグランプリ（シンガポール市街地コース）のタイトル・スポンサーとなる。